# Bratisla Boys
Bratisla Boys est un groupe fictif de musique humoristique et parodique français. 
Il est formé en 2001 et composé de Michaël Youn, Vincent Desagnat et Benjamin Morgaine, pour les besoins d'un sketch de l'émission du Morning Live sur M6. Les activités du groupe ne durent qu'une année, jusqu'en 2002, le temps de la sortie d'un album, Anthologigi, décomposé en trois parties.

## Biographie
Bratisla Boys est formé en 2001 par les comédiens français Michaël Youn, Vincent Desagnat et Benjamin Morgaine, d'abord pour les besoins d'un sketch de l'émission du Morning Live sur M6, parodiant le Concours Eurovision de la chanson.
L'histoire fictive du groupe se veut comme telle : le groupe se forme de Dvorjak, Piotr et Olaff, trois marins « slovakistanais » qui ressemblaient à s'y méprendre d'une part au ballet Yablotchko d'Igor Moïsseïev, et d'autre part aux trois français Michaël Youn, Benjamin et Vincent, anciens animateurs du Morning Live. Les Bratisla Boys ont notamment écrit une série de tubes entre 1978 et 1983, dont Stach Stach. Toujours dans la partie fictive, le groupe aurait vendu 600 000 albums en Europe de l'Est.
Hors fiction, le groupe sort son morceau Stach Stach, qui se hisse à la 1re place des charts français en avril 2002. Le groupe sort ensuite son unique album, Anthologigi, en juillet 2002, divisé en trois parties. Anthologigi atteint le top 14 des albums français, s'y maintenant ainsi jusqu'en octobre 2002.
Pour expliquer la fin du groupe, Michaël Youn annonce la mort (fictive) de ses membres au cours d'un naufrage sur la mer Morte. Une soirée-hommage de la fin officielle de leurs activités leur est dédiée le 31 octobre 2002 sur M6,. Gad Elmaleh, qui a chanté avec eux le morceau It's Kys Mai Life, qui atteint la 27e place des charts français, sera présent dans la soirée, aux côtés notamment de Francis Lalanne, Annie Cordy, Bruno Solo, et Kad et Olivier.
Le trio Youn, Desagnat et Morgaine, ont formé par la suite un nouveau groupe, Fatal Bazooka.

## Discographie

### Albums studio
Seul l'album Anthologigi est parvenu en France, en juillet 2002. Il se décompose en trois parties :

### Singles
- 2002 : Stach Stach (1er des charts français[3])
- 2002 : Its Kyz Mai Laife (duo avec Gad Elmaleh) (27e place des charts[3])